# Cecidosidae
Cecidosidae es una familia primitiva poco conocida de lepidópteros glosados que tienen un ovipositor perforador usado para poner huevos en los tejidos vegetales en los que inducen agallas (Davis, 1999; Hoare y Dugdale, 2003). Nueve especies se encuentran en el sur de África, cinco especies en América del Sur (Parra, 1998) y Xanadoses nielseni fue recientemente descrita en Nueva Zelanda (Hoare y Dugdale, 2003).

## Géneros
Cecidoses

Dicranoses

Eucecidoses

Oliera

Ridiaschina

Scyrothis

Xanadoses